# بيغ باث

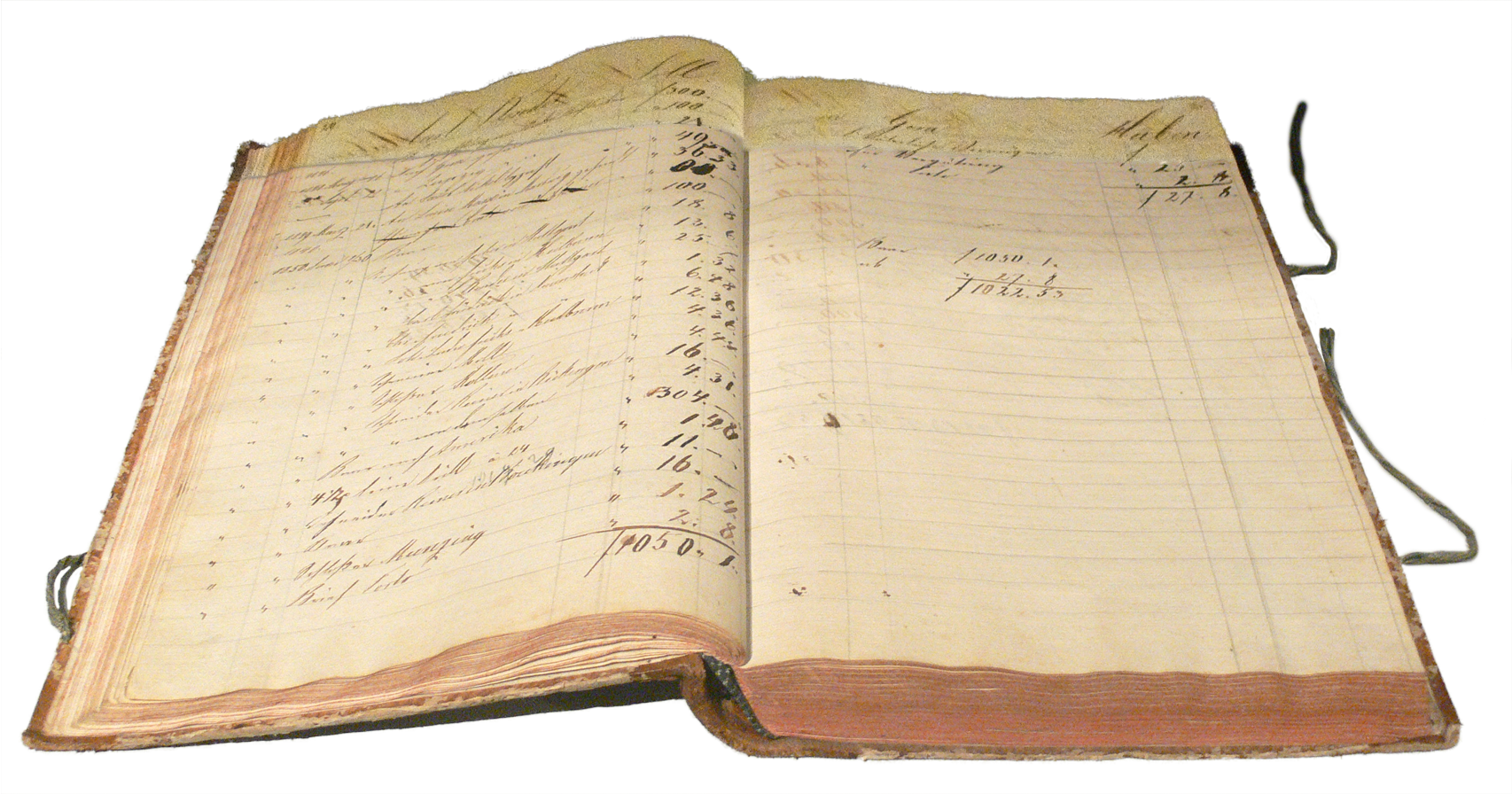

بيغ باث في المحاسبة هي تقنية لإدارة الأرباح يتم فيها فرض رسوم لمرة واحدة على الدخل من أجل خفض الأصول، ما يؤدي إلى انخفاض النفقات مستقبلًا.
كثيرًا ما يستخدم هذا الأسلوب في سنة تقل فيها المبيعات من عوامل خارجية أخرى وتبلغ الشركة عن الخسارة في أي حال من الأحوال. فعلى سبيل المثال، كُتبت قائمة الجرد التي تقدر قيمتها بمبلغ 100 دولار لكل بند إلى 50 دولارًا لكل بند ما أسفر عن خسارة صافية قدرها 50 دولارًا لكل بند في السنة الحالية. مع ملاحظة أنه لا يوجد تأثير نقدي على هذه العملية. وعندما يباع المخزون نفسه في السنوات اللاحقة بمبلغ 75 دولارًا لكل بند، تسجل الشركة دخلًا قدره 25 دولارًا عن كل بند في الفترة المقبلة. وهذه العملية تؤدي إلى فقدان المخزون وتحويله إلى «ربح». وفي كثير من الأحيان تنتظر الشركات إلى عام سيئ لتوظيف واستخدام هذا الأسلوب.
ورغم أن مراجعي الحسابات لا يشجعون هذه العملية، فإنها ما تزال مستخدمة. في الآونة الأخيرة، قامت شركة جنرال موتورز وغيرها من شركات الولايات المتحدة بتخفيضات ضخمة على أصول القوائم المالية، الأمر الذي أسفر عن خسائر هائلة. ومن الممكن تحقيق نفس النتيجة بتسجيل التكاليف النقدية المستقبلية لإغلاق المصنع المتوقع أو تسريح الموظفين في عام واحد. يتلخص الهدف من ذلك في تحمل هذه الخسائر دفعة واحدة، حتى يتسنى للفترات المقبلة أن تظهر صافي دخل إيجابيًا.

## الحوافز
تختلف الحوافز الكامنة وراء هذا الأسلوب في إدارة الأرباح. ويتلخص اعتقاد  منتشر بالأسباب التي تدفع الشركات إلى استخدام هذه التقنية في تحسين السمعة الخارجية واستمالة المستثمرين والدائنين. وفي أغلب الشركات الكبرى يتولى المديرون مسؤولية تقديم التقارير المالية. ويعطي ذلك للمديرين حافز الإبلاغ عن التحيز لزيادة سمعة شركتهم ولنسب تلك المكاسب إلى قدراتهم الخاصة. ثمة أسباب أخرى يمكن أن تدفع بعض المديرين إلى التلاعب في تقاريرهم المالية للشركة منها زيادة الراتب والاعتراف بقدراتهم على زيادة الأرباح. وكثيرًا ما يعتقد أن أنشطة إدارة الكسب شائعة قبل التغييرات الإدارية وبعدها. وعلى هذا فقد تكون عائدات الإدارة هي السبب وراء الحوافز الأخرى.

## إدارة الأرباح
كثيرًا ما يستخدم المديرون استراتيجيات إعداد التقارير بغض النظر عما إذا كان المستخدمون الخارجيون ساذجين ويتجاهلون قدرة الإدارة على التلاعب بالأرباح أو إذا كان المستخدمون متمرسين ويستطيعون استخلاص إستراتيجية الإدارة للإفصاح بدقة. عندما تكون الأوقات عصيبة على الشركات ماليًا -وباعتبارها إستراتيجية للإبلاغ المالي- فسوف يستهلك المديرون العائدات في التقارير بالقدر الأقصى الذي يمكنهم تحقيقه في الفترة الحالية، من أجل الإبلاغ عن مكاسب أعلى في المستقبل. ومن ناحية أخرى، فإن إدارة الأرباح في الصحافة الأكاديمية وصحافة الأعمال، لها دلالات سلبية لأنها تشير إلى تلاعب الإدارة بالمكاسب في مصلحة المستثمرين وغيرهم من المستخدمين الخارجيين. وعلاوة على ذلك، تتعارض التقارير المالية المنحازة مع لوائح نظام المحاسبة المالية العامة.

### معايير المحاسبة
يرى أحد المصادر أن المعايير المحاسبية، إلى جانب حوافز المديرين ومراجع الحسابات، لها تأثير كبير على سلوك إدارة الأرباح. وعلاوة على ذلك، يرى البعض أن إدارة مكافآت السوق تكون من أجل تحقيق مكاسب أكثر سلاسة أيضًا. تقيد المعايير الدولية لتقارير المحاسبة تقارير الكسب المنقحة للشركات التي تعتمد على نظام «بيغ باث» للحفاظ على زيادة دخلها، حتى وإن كانت لا تكسب سوى الحد الأدنى من الأرباح. إن المعايير الدولية للإبلاغ المالي عبارة عن مجموعة عالمية من المعايير المحاسبية التي تلزم الشركات بالإبلاغ عن أرباح سنوية دقيقة. وتعد هذه المعايير مقياسًا دقيقًا للأرباح لأنه لا يوجد سوى معيار واحد بدلًا من معايير متعددة يمكن أن تتيح الفرصة لاستراتيجيات «بيغ باث».

## تطبيقات وأمثلة
في عام 2016، أبلغت سامسونغ عن وجود مشكلات في البطاريات في أحدث إصدار من جوال نوت 7 . وكلّفت البطاريات المعيبة تكاليف مالية كبيرة تقارب ثلاثة مليارات دولار من صافي أرباح سامسونغ التي تبلغ 4 مليارات دولار. يتوقع البعض أن تطبق سامسونج تقنية بيغ باث للحصول على دخل صاف أدنى في عام 2016، ثم تزداد في السنوات التالية. ستسمح تقنية «بيغ باث» لسامسونج بغسل الديون المعدومة.
في مقال نشر في صحيفة وال ستريت في عام 2014، من المرجح أن يستغل كبار المسؤولين التنفيذيين في البنوك «بيج باث» في الأعوام التالية لزيادة الأداء المصرفي والأرباح الصافية. ويعزو المديرون التنفيذيون الجدد انخفاض الدخل في السنة الأولى إلى الرؤساء التنفيذيين السابقين. يوفر الانخفاض الاصطناعي الأولي في صافي الدخل وهم زيادة الدخل في العام المقبل.